# Isaak Markowitsch Dykman
Isaak Markowitsch Dykman (russisch Исаак Маркович Дыкман; * 7. Apriljul. / 20. April 1911greg. in Smorgon; † 7. Dezember 2001 in East Lansing) war ein sowjetischer Theoretischer Physiker, Festkörperphysiker und Hochschullehrer.

## Leben
Dykman studierte Physik an der Universität Kiew mit Abschluss 1936. 1939 begann er seine wissenschaftliche Arbeit im Kiewer Institut für Physik der Akademie der Wissenschaften der Ukrainischen Sozialistischen Sowjetrepublik (AN-USSR), die dann 1940–1945 durch den Deutsch-Sowjetischen Krieg unterbrochen wurde. Zusammen mit K. B. Tolpygo war er Aspirant zur Erarbeitung einer Kandidat-Dissertation bei Solomon Pekar.
1960 wechselte Dykman in das neu gegründete Kiewer Institut für Halbleiterphysik der AN-USSR. 1964 wurde er zum Doktor der physikalisch-mathematischen Wissenschaften promoviert. 1966–1983 leitete er dort die Abteilung Nr. 2 für Theorie der Halbleiter und Halbleiter-Geräte. Im Mittelpunkt seiner Arbeit stand die Theorie der Elektronenbewegung in starken elektromagnetischen Feldern. Er verfasste das Lehrbuch Transportphänomene und Fluktuationen in Halbleitern. 1991 schied er schließlich aus dem Institut aus. Neben seiner Forschungstätigkeit lehrte er 1963–1972 (ab 1968 als Professor) am Lehrstuhl für Theoretische Physik der Universität Kiew.
Im Ruhestand lebte Dykman in East Lansing bei seinem Sohn Mark Isaakowitsch Dykman, Professor für Physik an der Michigan State University.